# Galium pusillosetosum
Galium pusillosetosum är en måreväxtart som beskrevs av Hiroshi Hara. Galium pusillosetosum ingår i släktet måror, och familjen måreväxter. Inga underarter finns listade i Catalogue of Life.